# 거츠 (베르세르크)
거츠는 <베르세르크>의 주인공이다. 검은 검사, 낙인의 검사, 발버둥치는 자, 두르가의 무사라 불린다.
도망쳐서 도착한 곳에, 낙원이란 있을 수 없는 거야- 정발판 16권

## 특징

### 성격
성장 과정에서 배운 것이 싸움뿐인지라 성격적으로는 스스로도 바보라 중얼거릴 만큼 단순무식한 구석이 있으며, 싸움에선 물러설 줄을 모른다. 이 때문에 결과적으로 무모하게 나서는 경향이 심해 동료들도 아랑곳하지 않는 모양새가 되어 캐스커에게 욕을 먹곤 했다. 매의 단에 머물던 시절에는 동료들에게 때때로 익살스럽기까지 하는 밝은 모습을 보였지만 그 이전의 목적 없이 용병으로 떠돌아다니던 과거와 검은 검사가 된 뒤로는 시니컬하고 어두운 모습을 보이며 타인에 대해 쉽게 마음을 열지 않았다. 캐스커를 치료하기 위한 여정 속에 새로운 동료들이 생긴 현재는 좀 더 부드러워진 상태이다.
다만 이렇게 단순무식해 보이지만 매의 단 시절 몇년간 미들랜드의 궁정과 정치계를 잠시라도 겪어봤고 그리피스를 위해 요인 암살까지 한 경험도 있어서, 의외로 상류사회의 생리도 제법 알고 있다. 파르네제가 세르피코를 통해 배를 조달해주는 대신 관계를 끊겠다고 얘기하자, 친족한테 배를 조달해주는 대가로 정략결혼을 강요받았을 거라고 바로 간파해내기도 한다.
자라온 환경상 이리 저리 용병짓 하며 치어 산 덕에 정상적인 인간관계 라든가 하는 것은 매의 단 입단 전까지 전혀 못 쌓은 거 같고, 매의 단이 몰살당한 뒤엔 사도들과 고드 핸드를 향한 증오와 분노로 살았는 지라 기본적으로 냉소적이며 어두운 구석도 많다. 그에 비해 베르세르크의 엘프들은 아주 끝장나게 밝은 성격들이라 전혀 맞지 않지만 가츠는 의외로 엘프들과 인연이 깊다. 여행의 목적이 엘프헬름에서 캐스커를 고치는 것이니.
매의 단 시절에는 그나마 동료들과 부대끼며 지내다 보니 자신의 무대포로 적진을 향해 치고나가는 거친 싸움을 하는 것에 주위 동료들이 말려들까봐 신경쓰기도 하며 책임감을 느끼기도 했다. 돌격대장일 때는 자기 부대 아래의 동료들과 웃으며 농담이나 하며 지내거나 많은 유머를 가지고 있기도 했다. 강마의 의식이 있고 난 뒤로부턴 사람이 변해버려서 감춰졌지만.
항상 자신에게 오는 사람들이 불행하다고 믿는 것 때문인지 웬만한 사람들에게 냉대하고 폭언을 내뱉는 경우가 많다. 약간은 좋은 구석도 있지만 그 감정 대부분은 자기혐오와 스스로의 무력함에 대한 분노가 대다수다. 실제로도 초반부에 자신 때문에 죽거나 슬퍼하는 사람들을 향해 냉정한 모습을 보이며 거친 말을 내뱉었으나 결국은 눈물을 글썽이며 슬퍼하는 모습을 보이며 작중에서도 인간 특유의 약함을 보여주기도 한다.
로시느가 만든 가짜 요정들을 죽인 후 어린애의 시체로 되돌아 온 모습을 떠올리며 구역질까지 하는 등 괴로워 하거나, 그 직후 만난 어린이 망령들과 싸울때 정신적으로 큰 부담을 받고, 로시느와 싸울 때도 기회가 와도 결정타를 제대로 못 날려 싸움을 질질 끄는 등 아이들에게 약한 모습을 보인다. 초기에도 악령에 씌어버린 코레트의 시체가 자신에게 칼빵을 놓을 때까지 아무 대응도 못하고 그 자리에 얼어붙은 모습을 보여주기도 했다.

### 전투력
베르세르크 세계관 최강의 인간 검사로 인간 이상의 것들로 가득 차있는 세계 안에서도 상당한 강자.

### 나이
- 1세: 교살된 죽은 모친의 밑에서 시스에 의해 발견됨. 이후 시스와 감비노 부부의 양자로 성장.
- 4세: 3년 후 양모 시스가 페스트로 사망.
- 7세: 3년 후 전쟁터에 나가 감비노의 보조를 시작, 훈련 중 콧잔등에 흉터가 생김.
- 10세: 3년 후 본격적으로 전쟁터에서 용병 일을 시작, 도노반에게 강간당하고 다음 날, 도노반 살해.
- 12세: 2년 후 자신을 살해하려는 감비노에 저항하다 감비노 살해, 용병단에서 도망쳐 다른 용병단에 구조됨.
- 15세 ~ 16세 : 4년간 떠돌이 용병 활동 중 그리피스와 만남, 매의 단 입단.
- 18세 ~ 19세: 3년간 매의 단 돌격대장으로 활약, 백봉기사단 기점으로 매의 단 탈퇴.
- 20세 ~ 21세: 1년 후 매의 단 복귀, 캐스커와의 거사, 강마의 의식.
- 21세 ~ 23세: 2년간 검은 검사로서 사도들을 제거하는 여정을 하며 탄생제의 장까지.
- 24세: 파티가 모이고 캐스커를 데리고 엘프헬름까지의 항해까지.

나이에 비하면 꽤나 삭은 편이다. 사실 생각해보면 그 생고생을 했는데 노안이 되지 않는게 비정상이다. 다만 최근 그림체로 가츠의 얼굴에 남은 흉터들을 포토샵으로 모두 지우고, 머리의 하얗게 샌 부분을 검게 칠하면 의외로 체대에 다니는 대학생 수준의 듬직하고 준수한 외모가 나온다. 항상 눈 밑에 다크서클이 짙고, 흉터와 혈흔으로 떡이 되어 있어서 쉽게 알아차리지 못하는 부분. 사도 로시느도 가까이서 질이 반할 만도 하다면서 거츠를 보고 꽤 반반하고 잘생긴 얼굴이라고 평했다.

## 대인 관계

### 황금 시대
- 그리피스

처음 만났을 때는 가슴에 칼을 맞고, 깨어난 후 자진해서 벌인 두번째 결투에서는 어깨까지 빠지는 굴욕을 당하며 패배하여 매의 단에 입단하게 되었지만, 함께 여러 전투들을 겪어오며 동료애와 인간성을 느끼게 되고, 비록 명령을 받는 입장이지만 한 편으로써는 그를 친구라고 여겨 왔었다. 그러나 그리피스의 부탁으로 유리우스 백작의 암살을 수행하고 혼란스러운 마음 상태에서 그를 찾으러 갔다, 그가 샬로트 공주에게 들려준 말을 엿듣고 큰 충격을 받아 스스로의 꿈을 찾아가기로 결심하고 돌도레이 공략 이후 매의 단을 탈퇴하지만, 이에 큰 충격을 받은 그리피스가 사고를 쳐 1년 뒤 완전히 폐인의 모습으로 구조되자, 자신 때문에 이렇게 된 것이 아닌가 죄책감을 가진다. 하지만 그리피스는 자신의 꿈을 위해 강마의 의식을 일으켜 매의 단 모두를 제물로 바치고 고드핸드로 전생하고, 가츠를 저주받은 운명으로 몰아넣으면서 가츠에게서 불구대천의 숙적이 되어버린다.
- 캐스커

첫 만남부터 칼을 맞대는 최악의 인사, 매의 단에 입단하고 3년 동안은 틈만 나면 싸우는 등 사이가 크게 나빴지만, 전시 상황에서 그녀를 도와주고 그녀의 불행한 과거를 듣게 되면서, 캐스커를 이해하며 친해진다. 1년 뒤 다시 재회했을 때 서로의 마음을 확인하면서 연인 사이까지 발전하지만 그리피스가 강마의 의식으로 매의 단을 제물로 바칠 때, 마물들과 페무토에 의해 강간당하고 정신이 유아 수준으로 퇴행되어버리면서 가츠를 못 알아보게 된다. 그러나 2년 간 가츠가 인간성을 버리고 사도 사냥을 하러 다니는 동안 한 번 실종되면서 가츠는 캐스커의 소중함을 느끼게 되고 그녀를 다시 구출하여 엘프헬름으로의 여행을 떠난다. 마침내 엘프헬름의 꽃보라의 왕을 통해 치료를 받아 기억이 돌아오면서 희망이 보이고 있지만 그가 감내해야 할 고통 또한 무시할 수 없다. 하지만 파크 다음으로 가츠의 인간성을 계속 유지시켜주며, 가츠가 사랑하고 지키고자 하지만 그러면서 끊임없이 고뇌하게 하는 인물.
- 쥬도

매의 단에서 그리피스 다음으로 제일 편하게 대하는 동료. 가츠에게 여러 가지 조언을 해줬다.
- 리케르트

강마의 의식을 비껴간 유일한 생존자. 고드에게 대장장이 기술을 배우면서 가츠에게 여러 무기를 지원해준다. 2년간 가츠가 사도 사냥을 나가있을 동안 검의 언덕을 만들어 매의 단원들을 기리는 모습을 보고 가츠는 자신의 과오를 반성한다.

### 강마의 의식 이후
- 파크

본의 아니게 구조해준 셈이 되어 계속 쫄쫄 따라다니는 것을 귀찮게 여겼지만, 치료제인 요정의 가루가 크게 도움이 되고 가끔씩 개그를 터뜨리는 모습에 어느 정도 정들어서 같이 다니게 된다. 초반부 거츠의 인간성을 유지시켜준 인물.
- 파르네제

처음 성철쇄 기사단장으로써 조우했을 때는 신을 들먹이며 거츠를 잡으려 했지만, 카스카를 구출하는데 함께하면서 파르네제는 그에게 감복하여 받아주기를 청하고 가츠도 쿨하게 용서한다. 카스카의 보호자로 가장 안심할 수 있는 동료.
- 세르피코

처음 성철쇄 기사단으로써 조우했을 때 그 날렵하고 강함에 놀라면서도 은근 짜증나게 방해해 귀찮게 여겼고, 동료가 되고나서도 그가 파르네제의 안위를 최우선으로 두고 있었기 때문에 냉한 기류가 흘렀으며, 이는 가츠가 광전사의 갑주를 얻고나서 더 심해졌으나, 결투를 통해 믿음을 얻게 된다. 현재로써는 가츠와 시르케 다음으로 제일 강하며, 전투시에 가장 믿을 수 있는 동료.
- 이시도르

검술을 가르쳐 달라며 쫄래쫄래 따라오는 걸 귀찮게 여겼으나, 카스카의 구출을 통해 믿음을 주었고 이후 제자로 받아들인다. 아직은 어리고 서툴지만 할 때는 하는 동료.
- 시르케

처음에는 서로 '철은 일찍 들었지만 마냥 어린 애' vs '무례하고 철없는 어른'이라는 인상을 가졌으나 시르케가 가츠의 과거를 얼추 알게 되고 광전사의 갑주를 제어할 수 있게 해주면서, 서로 믿음을 쌓는다. 현재로써 그가 가장 신뢰하고 믿을 수 있는 동료.

### 옴 파탈
은근 옴 파탈의 기질이 있다. 여자는 물론 남자도 은근 꼬이는 편에, 은근 주변인과 같이 파멸에 휘말리는 꼴을 많이 당하기 때문. 본인도 꽤 파멸적이고 비극적인 인생을 살고 있으며, 파티를 새로 갖춘 뒤엔 좀 고생이 완화되긴 했으나 작품 전개가 완결까진 아직 멀었고, 아직도 비극 플래그는 은근 깔려있는지라 어찌될진 의문이다.

## 기타
- 모티브 중 하나는 무협소설의 아버지라 불리는 김용 선생 소설 작품 중 영웅문 시리즈 신조협려의 양과가 있다. 신조협려는 1976년도부터 드라마로 만들어졌으며 양과는 외팔이 검사라는 이미지가 있다. 그가 다루는 현철중검도 가츠의 드래곤 슬레이어 못지 않은 무게의 중검이며, 둘이 외팔이 중검의 소재는 가츠의 모티브로 충분하다고 볼 수 있다.

- 독일에 실존했던 인물로서 "괴츠 폰 베를리힝엔(Gottfried "Götz" von Berlichingen(1480 – 1562)"이라는 귀족이 모티브라는 말도 있다. 이 사람은 20대 때 전투 중 오른손을 잃고 "철의 의수"를 장착하여 반생을 전장에서 보냈다. 참고로 이 괴츠 폰 베를리힝겐은 유명한 독일 농민 전쟁의 지도자기도 했다. 나중에 포로로 잡혔을 때는 협박에 못 이겨 어쩔 수 없이 지도자가 되었다곤 했지만(...). 덧붙여, 그 "철의 의수"는 현재까지도 남아 있다. [깨진 링크(과거 내용 찾기)] 다만 작가 인터뷰에 따르면 구상 당시에는 괴츠에 대해 전혀 몰랐고, 가츠가 괴츠와 닮은 것도 우연이라고 한다.

- 작가가 대학생 시절 그렸다는 베르세르크 더 프로토타입에서는 지금보다는 다소 인상이 부드럽고 성격도 붙임성 있게 묘사되었다. 가츠보다는 이 친구에 가까울 정도.

- 한국판 담당 성우 성완경이 GTO의 오니즈카 에이키치, 북두의 권의 켄시로와 함께 자신이 담당하고 싶어하는 배역 중 하나였고, 극장판 황금시대편이 더빙 방영되면서 마침내 그 소망을 이루었다. 만화광인데다 그 만화에 대해 연구를 많이 하는 성완경답게 캐릭터를 혼연일체 수준으로 살려냈다.

- 피규어로는 아트 오브 워에서 줄기차게 나오더니, 2012년 1월에 피그마로 발매되었다. 정가가 4980엔인데 중고미개봉가가 최소 8만원대고 되팔이들은 10만원 이상으로 부르기도 한다. 매의 단 Ver.도 나왔는데 이쪽은 등의 망토가 통짜 PVC라서 망토를 끼운 상태에서는 스탠드 없이 제대로 서 있지를 못한다고 한다.